# Gerald Messlender
Gerald Messlender (Baden, 1º ottobre 1961 – Guntramsdorf, 20 giugno 2019) è stato un calciatore austriaco, di ruolo difensore.